# Keene Curtis
Keene Curtis est un acteur américain, né le 15 février 1923 à Salt Lake City (Utah) et mort de la maladie d'Alzheimer le 13 octobre 2002 à Bountiful (Utah).

## Filmographie

### Cinéma
- 1948 : Macbeth : Lennox
- 1973 : Blade de Ernest Pintoff : Steiner
- 1975 : The Wrong Damn Film : Agent Bradfort / Businessman Wilton / Salesman Hughes
- 1978 : American Hot Wax : Mr. Leonard
- 1978 : Rabbit Test : Dr. Julius Lasse-Braun
- 1978 : Le ciel peut attendre (Heaven Can Wait) de Warren Beatty et Buck Henry : Oppenheim
- 1984 : Copain, copine (The Buddy System) : Dr. Knitz
- 1989 : The Easter Story (vidéo) (voix) : Pontius Pilate
- 1990 : Lambada (en) : Principal Singleton
- 1993 : Sliver : Gus Hale
- 1994 : L'Amour en équation (I.Q.) : Eisenhower
- 1997 : Mère Teresa (Mother Teresa : In the Name of God's Poor) : Père Van Exem
- 1998 : Richie Rich : Meilleurs Vœux (Richie Rich's Christmas Wish) (vidéo) : Herbert Cadbury

### Télévision
- 1973 : Le Magicien (The Magician) (série) : Max Pomeroy.
- 1974 : The Lady's Not for Burning de Joseph Hardy : Mayor Hebble Tyson
- 1974 : MASH (série télé) : saison 3, épisode 4.
- 1974 : The Missiles of October : John McCone, Director CIA
- 1975 : Stowaway to the Moon (en) : Tom Estes
- 1975 : Strange New World : Dr. William Scott
- 1977 : The Magnificent Magical Magnet of Santa Mesa : Mr Undershaft
- 1977 : The Royal Family : Herbert Dean
- 1977 : Logan's Run : Draco
- 1979 : Scooby-Doo et Scrappy-Doo (Scooby-Doo and Scrappy-Doo) (série) (voix)
- 1980 : One in a Million (en) (série) : Mr Cushing
- 1981 : Space Stars (série) : Narrateur
- 1982 : Modesty Blaise : Sir Gerald Tarrant
- 1981 : Les Schtroumpfs (The Smurfs) (série) : Balthazar (1982-1989) (voix)
- 1983 : Amanda's (série) : Clifford Mundy
- 1983 : K 2000 : saison 2#Épisode 7 : Cambriolage (alias K.I.T.T. le chat) (épisode 2-7 de la série K 2000) : Le domestique Griffin
- 1984 : The Hoboken Chicken Emergency : Crandall
- 1991: Beverly Hills 90210 (S2 ep19)
- 1993 : Gypsy : Mr. Kringelien,The Land Lord
- 1997 : Sunset Beach (série) : Quint (1997, 1998)
- 1997 : Stargate SG-1 (Série) (saison 1- épisode 11) : The Torment of Tantale (1997, 1998)
- 1998 : Legalese : Juge Handley